# The Cheat (1915)
The Cheat je americké filmové němé drama z roku 1915, který režíroval Cecil B. DeMille. V hlavních rolích je Fannie Ward, její manžel Jack Dean (1874 - 1950) a japonsko-americký herec Sessue Hayakawa.
V roce 2010 byl film vybrán k uložení v Národním Filmovém Registru Spojených států (United States National Film Registry).

## Děj
Edith Hardy (Fannie Ward) měla ráda extravagantnost. Její manžel Richard Hardy (Jack Dean) byl makléřem a byl silně svázaný se svými penězi, na kterých byl takřka závislý, kvůli slibné investici. Chtěl, aby Edith vrátila drahé šaty, které právě koupila; Edith se ho zeptala, co by dělal s 10 000 dolarů. Richard jí nasliboval, jak tu částku přes noc zdvojnásobí a jak budou bohatí. Edith se nechala unést a dala mu peníze z Červeného kříže, které měly být pro charitu.
Další den Richard oznámí, že ty peníze jsou pryč. Hishituru Tori (Sessue Hayakawa), bohatý japonský obdivovatel Edith, se o tom dozvěděl a navrhl jí půjčku, kterou by dluh splatila; ovšem splatit jej měla svou ctností.
Ještě téhož dne přišel Richard se zprávou, že peníze má zpátky. Edith si od něj vyptala těch 10 000 dolarů, které chtěla vrátit Torimu a zrušit obchod. On s tím však nesouhlasil a nadále trval na tom, aby se s ním vyspala. Edith nechtěla podvádět svého muže a začala vyhrožovat, že se zabije; Tori si však myslel, že blufuje a že to neudělá a podřídí se mu. Když však dál pokračovala s výhrůžkami, chytil ji za rameno a vypálil jí tam značku, která znamenala, že je jeho majetkem. Edith měla v druhé ruce zbraň a tak jí nezbývalo nic jiného, než ho střelit do ramene. Střelila ho a utekla pryč. Do minuty poté, co Edith odešla, přišel Richard a viděl Toriho ležet na zemi a vzal do ruky zbraň, která ležela vedle něho. Jakmile to udělal, přiběhli Toriho služební společně s policií. Richard se přiznal, že to byl on, aby zachránil svou manželku.
Když ho Edith navštívila ve vězení, přikázal jí, aby mlčela. Během soudního stání ona i Tori vypověděli, že střelec byl Richard. Nicméně, když byl shledán vinným, běžela Edith za soudcem a přiznala se, že to byla ona. Řekla soudci celý ten příběh a ukázala mu značku, kterou jí Tori vypálil na rameno.
Soudce zrušil obvinění a Edih s Richardem byli volní.

## Obsazení
- Fannie Ward jako Edith Hardy
- Sessue Hayakawa jako Hishituru Tori
- Jack Dean jako Richard Hardy
- James Neill jako Jones
- Yutaka Abe jako Toriho komorník
- Dana Ong jako okresní prokurátor
- Hazel Childers jako paní Reynoldsová
- Arthur H. Williams jako soudce
- Reymond Hatton jako soudní porotce
- Dick La Reno jako soudní porotce
- Lucien Littlefield jako Richardova sekretářka

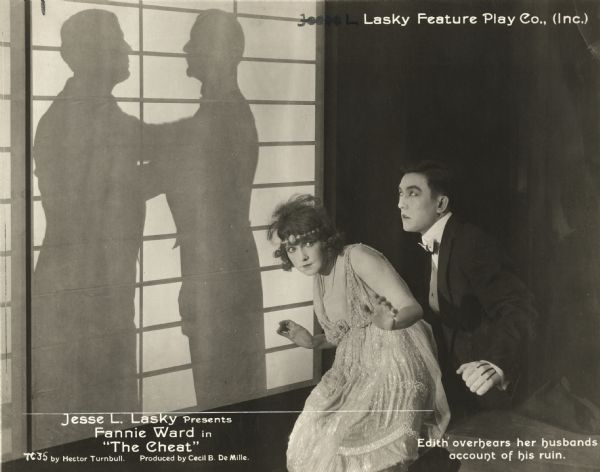
Fannie Ward a Sessue Hayakawa v The Cheat (1915)